# Canal du Midi
Canal du Midi er en 240 km lang kanal i det sydlige Frankrig. Kanalen forbinder Garonnefloden med Étang de Thau ved Middelhavet og som sammen med Canal de Garonne danner Canal des Deux Mers som forbinder Atlanterhavet med Middelhavet. Kanalen løber fra byen Toulouse til havnen Sète, der blev grundlagt for at tjene som østligt endepunkt for kanalen.
Kanalen blev indviet 15. maj 1681.
Kanalen har været på UNESCOs verdensarvsliste siden 1996.